# Amanda Petri
Amanda Petri (født 1996 eller 1997) er en dansk model og skønhedsdronning, der blev kronet til Miss Danmark 2017 og repræsenterede Danmark i Miss World. Senere blev Amanda kåret til Miss Universe Danmark 2020, og repræsenterede Danmark til Miss Universe 2020 i Hollywood, Florida. 